# Unidad Militar de Emergencias
La Unidad Militar de Emergencias (UME) es una unidad conjunta de las Fuerzas Armadas Españolas que tiene como misión la preservación de la seguridad y bienestar de los ciudadanos en los supuestos de grave riesgo, catástrofe, calamidad u otras necesidades públicas, junto con otras instituciones del Estado y las Administraciones Públicas, como se establece en la Ley Orgánica 5/2005, de 17 de noviembre, de la Defensa Nacional.
Creada por acuerdo del Consejo de Ministros el 7 de octubre de 2005, por iniciativa del entonces presidente del Gobierno, José Luis Rodríguez Zapatero, mediante el Real Decreto 416/2006, de 11 de abril, se estableció su organización y su despliegue y se diseñó como una fuerza militar conjunta de carácter permanente dentro de las Fuerzas Armadas.
El Real Decreto 1399/2018, de 23 de noviembre estableció su dependencia directa del titular del Ministerio de Defensa y la Ley 17/2015, del Sistema Nacional de Protección Civil, ha establecido que sus actuaciones puedan quedar bajo la dirección del ministro del Interior. La Ley Orgánica 5/2005, de la Defensa Nacional, atribuye al jefe de Estado Mayor de la Defensa las competencias que podrá ejercer para la conducción de las operaciones militares que contribuyan a la seguridad y la defensa de España y de sus aliados.
La experiencia obtenida por la Unidad Militar de Emergencias desde su creación, apoyado con un entrenamiento y preparación constantes, la han convertido en un referente internacional para la creación de unidades similares. La doctrina, los conocimientos y la experiencia se comparten de manera habitual con otras naciones aliadas y amigas de España mediante visitas, seminarios, cursos y conferencias. Como ejemplos están los acuerdos firmados con Marruecos en 2013 y con Francia en 2009 sobre colaboración militar en caso de emergencia o catástrofe y el acuerdo con la Conferencia de Fuerzas Armadas de Centroamérica en 2016. Como desarrollo a esta petición de apoyo, la UME ha creado el Plan de Formación de Unidades Militares de Emergencias (FORUME) que incluye todos los aspectos necesarios para la creación de unidades de tipo regimiento o batallón de Intervención en Emergencias.
A pesar de ser una de las unidades más jóvenes del Ejército español, ha intervenido en emergencias en todo el territorio nacional y en varias misiones internacionales. En un principio la oposición política del momento consideró su creación como un «capricho» del gobierno socialista o como algo innecesario para el país, pero esas críticas iniciales se fueron disipando con el paso de los años.

## Historia

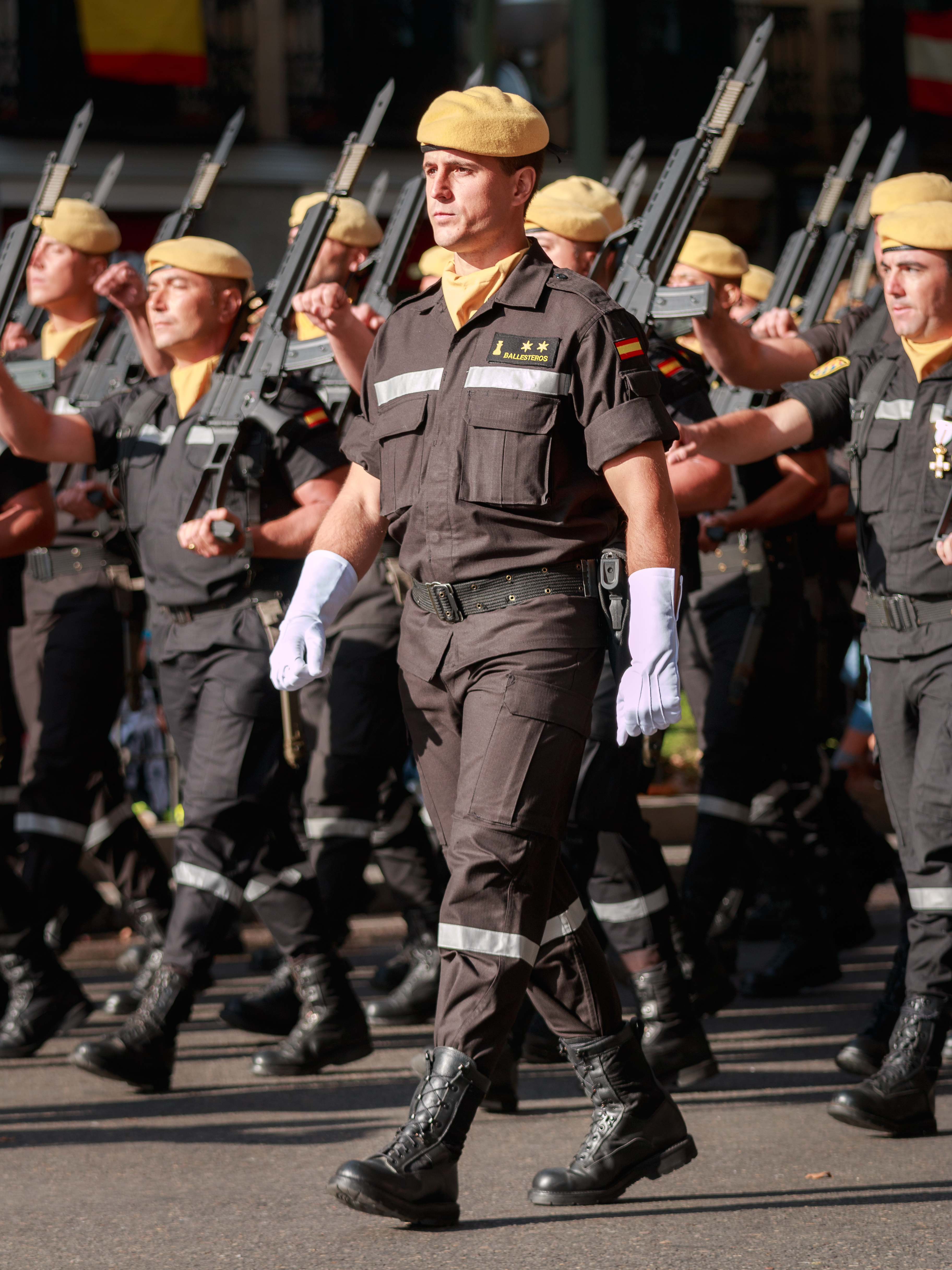
Una compañía de la Unidad Militar de Emergencias desfilando el día de la Fiesta Nacional de España (2013)

La UME se creó por acuerdo del Consejo de Ministros el 7 de octubre de 2005. Posteriormente, mediante el Real Decreto 416/2006, de 11 de abril, se estableció su organización y su despliegue y se implantó como una fuerza militar conjunta de carácter permanente dentro de las Fuerzas Armadas.
Por Orden DEF/1766/2007, de 13 de junio, se desarrolla el encuadramiento, la organización y el funcionamiento de la UME. También se establece que la UME depende orgánicamente del ministro de Defensa, operativamente del jefe de Estado Mayor de la Defensa y funcionalmente de los órganos superiores y directivos que su normativa específica determina.
El Real Decreto 1097/2011, de 22 de julio, aprueba el Protocolo de Intervención de la Unidad Militar de Emergencias y establece que la intervención de la UME podrá ser ordenada cuando alguna de las siguientes situaciones de emergencia se produzca con carácter grave, independientemente de que se trate de una emergencia de interés nacional o no:
- Las que tengan su origen en riesgos naturales, entre ellas inundaciones, avenidas, terremotos, deslizamientos de terreno, grandes nevadas y otros fenómenos meteorológicos adversos de gran magnitud.
- Los incendios forestales.
- Las derivadas de riesgos tecnológicos, y entre ellos el riesgo químico, el nuclear, el radiológico y el biológico.
- Las que sean consecuencia de atentados terroristas o de actos ilícitos y violentos, incluyendo aquellos contra infraestructuras críticas, instalaciones peligrosas o con agentes nucleares, biológicos, radiológicos o químicos.
- La contaminación del medio ambiente.
- Cualquier otra que decida el presidente del Gobierno en nombre del Rey.

Las actuaciones de la UME ante alguna de estas situaciones se concretan en la planificación, el adiestramiento y la intervención. Sin embargo la UME no realiza tareas de prevención y sus efectivos actuarán siempre encuadrados en la unidad a la que pertenecen y dirigidos por sus cuadros de mando.
Los militares que forman la UME disponen de una preparación específica que radica principalmente en una formación sanitaria de emergencia; también son instruidos para la actuación frente a incendios forestales, inundaciones, grandes nevadas, derrumbes, riesgos tecnológicos, etc.
La UME fue una de las unidades más implicadas en la gestión de crisis y respuesta asistencial durante la pandemia COVID-19 de 2020, en el marco de la Operación Balmis, desempeñando funciones de desinfección y soporte en residencias geriátricas. Fue también esta unidad la que descubrió irregularidades en algunos centros sociosanitarios. A mediados de enero de 2021, como consecuencia de la borrasca Filomena y las grandes nevadas que dejó a lo largo de todo el país, sus servicios volvieron a ser requeridos para despejar carreteras y liberar a conductores atrapados en el hielo y la nieve, así como para despejar el camino a hospitales, almacenes y supermercados. Posteriormente, también ha participado en relevantes emergencias como la erupción volcánica de La Palma de 2021, las inundaciones de la DANA de 2024 o los incendios forestales de España de 2025, entre otras.

## Organización
Con fecha de 2017, la Unidad Militar de Emergencias estaba formada por 3063 militares del Ejército de Tierra, 247 del Aire, 76 de la Armada y 41 de los Cuerpos Comunes.
La Unidad Militar de Emergencias se estructura orgánicamente en:
- General jefe de la Unidad Militar de Emergencias (GEJUME)
- Segundo jefe de la Unidad Militar de Emergencias (SEJUME)
- Cuartel General de la Unidad Militar de Emergencias (CGUME)
  - Unidad de Cuartel General de la Unidad Militar de Emergencias (UCG)
  - Batallón de Transmisiones de la de la Unidad Militar de Emergencias (BTUME)
    - Mando y Plana Mayor
    - Compañía de Plana Mayor y Servicios
    - Compañía de Transmisiones de Puesto de Mando Fijo
    - Compañía de Transmisiones de Puestos de Mando Desplegables

  - Primer Batallón de Intervención en Emergencias (BIEM I)
    - Mando y Plana Mayor
    - Compañía de Plana Mayor y Servicios
    - Dos Compañías de Intervención en Emergencias Naturales (CIEN)
    - Compañía de Ingenieros (CING)

  - Segundo Batallón de Intervención en Emergencias (BIEM II)
    - Mando y Plana Mayor
    - Compañía de Plana Mayor y Servicios
    - Dos Compañías de Intervención en Emergencias Naturales (CIEN)
    - Unidad Intervención en Emergencias Naturales Canarias (UIEN Canarias)
    - Compañía de Ingenieros (CING)
    - 43 Grupo de Fuerzas Aéreas
    - Batallón de Helicópteros de Emergencia II (BHELEME II)

  - Tercer Batallón de Intervención en Emergencias (BIEM III)
    - Mando y Plana Mayor
    - Compañía de Plana Mayor y Servicios
    - Dos Compañías de Intervención en Emergencias Naturales (CIEN)
    - Compañía de Ingenieros (CING)

  - Cuarto Batallón de Intervención en Emergencias (BIEM IV)
    - Mando y Plana Mayor
    - Compañía de Plana Mayor y Servicios
    - Dos Compañías de Intervención en Emergencias Naturales (CIEN)
    - Compañía de Ingenieros (CING)

  - Quinto Batallón de Intervención en Emergencias (BIEM V)
    - Mando y Plana Mayor
    - Compañía de Plana Mayor y Servicios
    - Dos Compañías de Intervención en Emergencias Naturales (CIEN)
    - Compañía de Ingenieros (CING)

  - Regimiento de Apoyo e Intervención en Emergencias (RAIEM)
    - Mando y Plana Mayor
    - Compañía de Plana Mayor y Servicios
    - Grupo de Apoyo a Emergencias
    - Grupo de Intervención en Emergencias Tecnológicas y Medioambientales (GIETMA)

  - Dos destacamentos de Intervención en Emergencias Naturales, en Gran Canaria (Base de Gando) y Tenerife (Acuartelamiento Los Rodeos), dependientes del BIEM II

Cada uno de los cinco Batallones de Intervención en Emergencias (BIEM) está compuesto por Mando y Plana Mayor, Compañía de Plana Mayor y Servicios, dos Compañías de Intervención en Emergencias Naturales (CIEN) y una de Ingenieros (CING).
El Regimiento de Apoyo e Intervención en Emergencias (RAIEM) está compuesto por la Compañía de Plana Mayor y Servicios, Grupo de Apoyo a Emergencias y Grupo de Intervención en Emergencias Tecnológicas y Medioambientales (GIETMA).
El Batallón de Transmisiones (BTUME) está formado por Mando y Plana Mayor, Compañía de Plana Mayor y Servicios, Compañía de Transmisiones de Puesto de Mando Fijo y Compañía de Transmisiones de Puestos de Mando Desplegables.
De la Unidad Militar de Emergencias dependen operativamente el 43 Grupo de Fuerzas Aéreas y el Batallón de Helicópteros de Emergencia II, que pertenecen orgánicamente al Ejército del Aire y de Tierra, respectivamente. Hasta el año 2011 formaron la Agrupación de Medios Aéreos (AGRUMEDA), sin haber llegado nunca a pertenecer de manera orgánica a la Unidad Militar de Emergencias.
La Escuela Militar de Emergencias (EMES), creada en 2017, depende en materia de enseñanza militar la Dirección General de Reclutamiento y Enseñanza Militar y mantiene una relación funcional con la UME.

## Bases

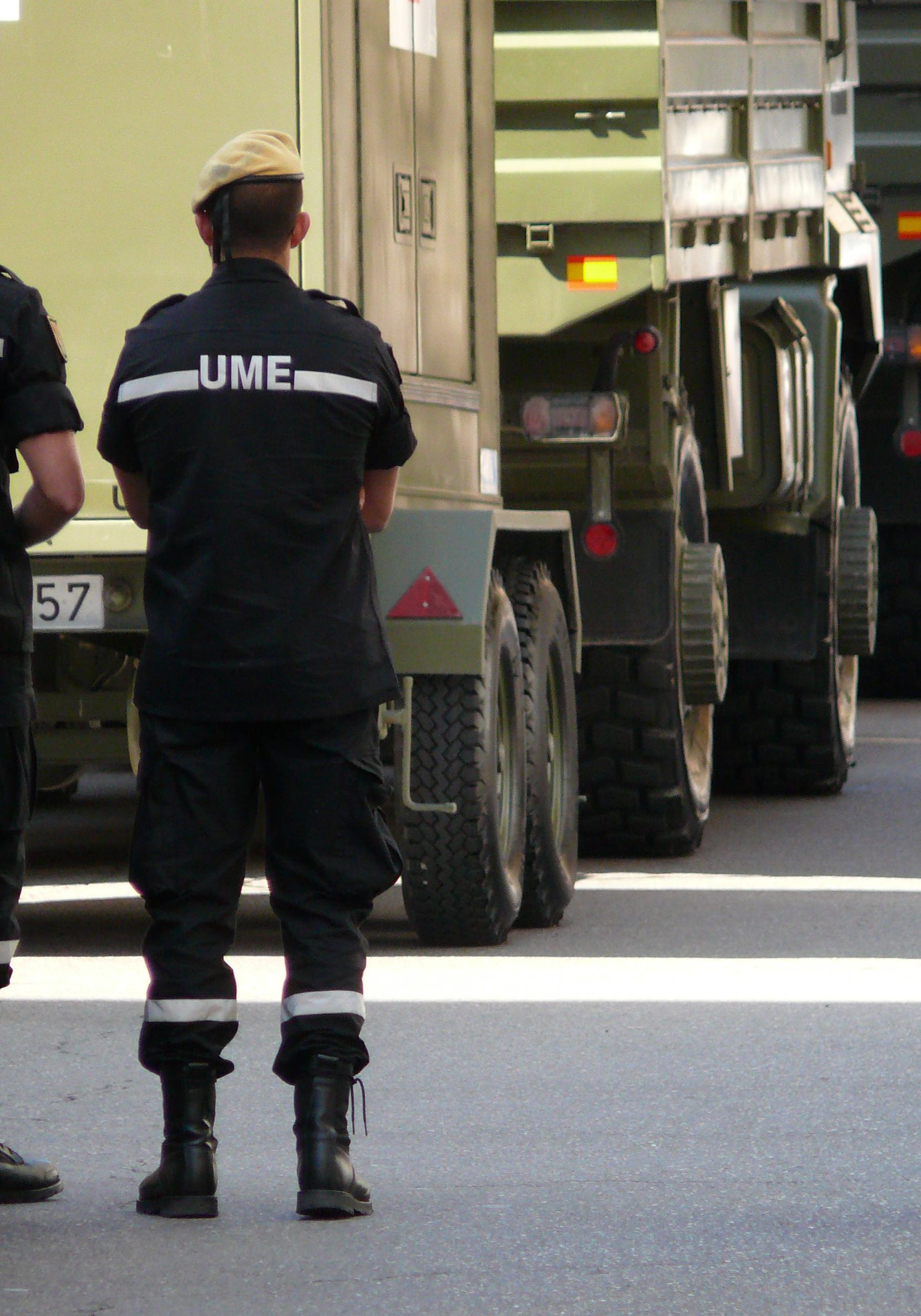
Miembro de la Unidad Militar de Emergencias

La Unidad Militar de Emergencias está desplegada en siete bases por toda la geografía española, de forma que pueda responder a cualquier emergencia en un tiempo breve y con toda su efectividad.
Base Aérea de Torrejón de Ardoz (Madrid)
- Mando y Cuartel General
- Unidad del Cuartel General (UCG)
- Batallón de Transmisiones de la UME (BTUME)
- Regimiento de Apoyo e Intervención en Emergencias (RAIEM)
- 43 Grupo de Fuerzas Aéreas
- Batallón de Intervención en Emergencias (BIEM I)
- Escuela Militar de Emergencias (EMES)

Base Aérea de Morón (Sevilla)
- Batallón de Intervención en Emergencias (BIEM II)
- Destacamento de Intervención en Emergencias Naturales (UIEN) Los Rodeos, San Cristóbal de La Laguna (Santa Cruz de Tenerife)
- Destacamento de Intervención en Emergencias Naturales (UIEN) Gando, Telde (Las  Palmas).

Base de Bétera (Valencia)
- Batallón de Intervención en Emergencias (BIEM III)
- Batallón de Helicópteros de Emergencia II (BHELEME II) Bajo Mando Operativo de UME

Base Aérea de Zaragoza (Zaragoza)
- Batallón de Intervención en Emergencias (BIEM IV)

Base de San Andrés del Rabanedo (León)
- Batallón de Intervención en Emergencias (BIEM V)

## Medios terrestres

### Vehículos

#### Motocicletas todoterreno
| Suzuki DRZ 400 S            | Suzuki DRZ 400 S |
| --------------------------- | --- |
|                             | \| Regiones militares o bases: \| Policía Militar de los batallones aunque ya están retiradas y solo las usa el BTUME. \| Vehículo individual de enlace. |
| Regiones militares o bases: | Policía Militar de los batallones aunque ya están retiradas y solo las usa el BTUME.                                                                     |

| BMW R1200 GS                | BMW R1200 GS |
| --------------------------- | --- |
|                             | \| Regiones militares o bases: \| UCG. Los Batallones y RAIEM usan en sus secciones de Policía Militar la BMW GS700 \| Vehículo individual de enlace. |
| Regiones militares o bases: | UCG. Los Batallones y RAIEM usan en sus secciones de Policía Militar la BMW GS700                                                                     |

#### Vehículos anfibios
| ARGO ATV 8×8 XTD       | ARGO ATV 8×8 XTD |
| ---------------------- | --- |
|                        | \| Unidades incorporadas: \| 11 \| Seis vehículos anfibios ligeros ARGO ATV adquiridos en 2016, con entrega entre enero y febrero del año siguiente. En 2019 se encarga un segundo lote de cinco vehículos a entregar al final de ese mismo año. |
| Unidades incorporadas: | 11 |

#### Coches todoterreno
| Santana Aníbal Militar      | Santana Aníbal Militar                                                                            |
| --------------------------- | ------------------------------------------------------------------------------------------------- |
| Aníbal de Policía Militar.  | \| Unidades incorporadas: \| 225[27] \| \| Regiones militares o bases: \| Todos los batallones \| |
| Unidades incorporadas:      | 225                                                                                               |
| Regiones militares o bases: | Todos los batallones                                                                              |

| URO VAMTAC                  | URO VAMTAC                                                                              |
| --------------------------- | --------------------------------------------------------------------------------------- |
|                             | \| Versiones: \| VAMTAC S3 \| \| Regiones militares o bases: \| Todos los batallones \| |
| Versiones:                  | VAMTAC S3                                                                               |
| Regiones militares o bases: | Todos los batallones                                                                    |

| Volkswagen Amarok                                 | Volkswagen Amarok |
| ------------------------------------------------- | --- |
| Volkswagen Amarok TDI 4Motion de Policía Militar. | \| Unidades incorporadas: \| 292 \| \| Regiones militares o bases: \| Todos los batallones \| Sustituirán a los Santana Aníbal y URO VAMTAC de la UME en cuanto a transporte de personal se refiere. Se ha optado por la versión militar de un modelo civil en lugar de uno específicamente militar por el importante ahorro económico que supone, tanto en el coste de adquisición como en el mantenimiento. Se han contratado un total de 292 vehículos, el primero de los cuales fue entregado en julio de 2016, al que se unieron otros 45 a finales de ese mismo año. |
| Unidades incorporadas:                            | 292 |
| Regiones militares o bases:                       | Todos los batallones |

##### Vehículos especiales aerolanzables(mulas mecánicas)
| Q-150D | Q-150D                                                              |
| ------ | ------------------------------------------------------------------- |
|        | Vehículo de la empresa Quatripole basado en el modelo SPA Fox 15.D. |

#### Furgonetas
| Volkswagen Crafter          | Volkswagen Crafter |
| --------------------------- | ------------------ |
| Volkswagen Crafter 4Motion. |                    |

#### Camiones
| Iveco-Pegaso M.250.37WM | Iveco-Pegaso M.250.37WM |
| ----------------------- | ----------------------- |
|                         |                         |

| Mercedes-Benz Actros 3344 | Mercedes-Benz Actros 3344                            |
| ------------------------- | ---------------------------------------------------- |
|                           | Con góndola G-694 de la empresa española Gontrailer. |

- Camión ligero TT 4 Tm IVECO 7226
- Vempar IVECO TT

#### Autobombas
| URO M3-24.14                | URO M3-24.14 |
| --------------------------- | --- |
|                             | \| Versiones: \| URO M3-24.14 y URO MA3-24.14 4×4 \| \| Unidades incorporadas: \| 110 \| \| Regiones militares o bases: \| Todos los batallones \| Camión todoterreno de la empresa española UROVESA, carrozado como autobomba forestal con el sistema 40-106 J-1884 de la igualmente española Incipresa, con una capacidad de 3500 litros más otros 500 de autoprotección. La "A" del MA3 indica que lleva transmisión automática. |
| Versiones:                  | URO M3-24.14 y URO MA3-24.14 4×4 |
| Unidades incorporadas:      | 110 |
| Regiones militares o bases: | Todos los batallones |

| Iveco Eurocargo ML140E28W | Iveco Eurocargo ML140E28W |
| ------------------------- | --- |
|                           | Camión carrozado como autobomba forestal pesada por la empresa española Protec-Fire con el sistema WTB2010, con una capacidad de 3.950 litros más otros 500 de autoprotección. |

| Scania P370 4×4             | Scania P370 4×4 |
| --------------------------- | --- |
|                             | \| Unidades incorporadas: \| 60 \| \| Regiones militares o bases: \| Todos los batallones \| Camión todoterreno de la empresa sueca Scania, carrozado como autobomba por la austriaca Rosenbauer, presumiblemente en las instalaciones de su filial española. Se le puede desmontar la bomba y montar en su lugar un depósito de sal con sistema de vertido para usarlo como quitanieves, función para la cual también se le ha dotado de un soporte para pala empujadora en la parte delantera de la cabina. |
| Unidades incorporadas:      | 60 |
| Regiones militares o bases: | Todos los batallones |

| Iveco Trakker 350           | Iveco Trakker 350 |
| --------------------------- | --- |
|                             | \| Unidades incorporadas: \| 42 \| \| Regiones militares o bases: \| Todos los batallones \| Camión carrozado como nodriza por Protec-Fire con una cisterna de 13.500 litros de agua. |
| Unidades incorporadas:      | 42 |
| Regiones militares o bases: | Todos los batallones |

#### Ambulancias
| URO VAMTAC                  | URO VAMTAC |
| --------------------------- | --- |
|                             | \| Unidades incorporadas: \| 11 \| \| Regiones militares o bases: \| Todos los batallones \| Equipada con dos baterías, la segunda de ellas asegura el suministro eléctrico para el material sanitario de Soporte Vital Avanzado. Equipos: - Respiradores automáticos (2). - Monitor desfibrilador con marcapasos. - Material de extricación y rescate. |
| Unidades incorporadas:      | 11 |
| Regiones militares o bases: | Todos los batallones |

| Mercedes-Benz Sprinter SVA  | Mercedes-Benz Sprinter SVA |
| --------------------------- | --- |
|                             | \| Unidades incorporadas: \| 6 \| \| Regiones militares o bases: \| Todos los batallones \| Ambulancia acondicionada para permitir su actuación en ambientes NRBQ. Posibilidad de estabilizar dos pacientes críticos simultáneamente y transporte sanitario manteniendo el Soporte Vital Avanzado a uno de ellos. |
| Unidades incorporadas:      | 6 |
| Regiones militares o bases: | Todos los batallones |

| Volkswagen Crafter | Volkswagen Crafter                                                     |
| ------------------ | ---------------------------------------------------------------------- |
|                    | \| Unidades pedidas: \| 8[34] \| Ambulancia de Soporte Vital Avanzado. |
| Unidades pedidas:  | 8                                                                      |

#### NRBQ
| Telerob Telemax Pro         | Telerob Telemax Pro |
| --------------------------- | --- |
|                             | \| Regiones militares o bases: \| Compañía de Intervención en Emergencias Tecnológicas (CIET) \| Equipado con un monitor de radiación SVG2 de la compañía estadounidense Bruker. |
| Regiones militares o bases: | Compañía de Intervención en Emergencias Tecnológicas (CIET) |

#### Vehículos de comunicaciones
- Estación Mérida
- Estación León
- Estación Simancas
- Estación Vigo
- Estación Torrejón
- Estación Segovia
- Estación Bilbao
- Estación PC Desplegable GEJUME[36]

#### Máquinas de ingenieros[37]
- Cargadora JCB 426 HT
- Excavadora oruga JCB JS2000
- Tractor de cadenas Caterpillar D7R Serie II
- Retroexcavadora JCB JS 200
- Camión basculante IVECO 380
- Minimáquina Mustang 2076

#### Otros vehículos
| M-113                       | M-113                                                                                        |
| --------------------------- | -------------------------------------------------------------------------------------------- |
|                             | \| Unidades incorporadas: \| 13 \| \| Regiones militares o bases: \| Todos los batallones \| |
| Unidades incorporadas:      | 13                                                                                           |
| Regiones militares o bases: | Todos los batallones                                                                         |

| Autobús Volvo Irizar Century | Autobús Volvo Irizar Century                                                                 |
| ---------------------------- | -------------------------------------------------------------------------------------------- |
|                              | \| Unidades incorporadas: \| 34 \| \| Regiones militares o bases: \| Todos los batallones \| |
| Unidades incorporadas:       | 34                                                                                           |
| Regiones militares o bases:  | Todos los batallones                                                                         |

### Embarcaciones
| Lancha neumática Zodiac Mark IV | Lancha neumática Zodiac Mark IV                                                              |
| ------------------------------- | -------------------------------------------------------------------------------------------- |
| Lancha neumática Zodiac Mark IV | \| Unidades incorporadas: \| 25 \| \| Regiones militares o bases: \| Todos los batallones \| |
| Unidades incorporadas:          | 25                                                                                           |
| Regiones militares o bases:     | Todos los batallones                                                                         |

| Embarcación rígida de aluminio EMBRA | Embarcación rígida de aluminio EMBRA |
| ------------------------------------ | --- |
|                                      | \| Unidades incorporadas: \| 16 \| \| Regiones militares o bases: \| Todos los batallones \| Para navegar por aguas interiores con ocasión de riadas o avenidas. Por construcción puede soportar el choque de elementos flotantes arrastrados por las aguas. |
| Unidades incorporadas:               | 16 |
| Regiones militares o bases:          | Todos los batallones |

## Medios aéreos
Aunque la Unidad Militar de Emergencias no dispone de medios aéreos propios, cuenta con los aviones del Grupo 43 del Ejército del Aire y del Espacio y con los helicópteros del Batallón de Helicópteros de Emergencia II del Ejército de Tierra, con una disposición operativa permanente.

### Aviones
| Bombardier 415                                                    | Bombardier 415 |
| ----------------------------------------------------------------- | --- |
| Bombardier 415 aterrizando en la Base Aérea de Torrejón de Ardoz. | \| Entrada en servicio: \| 2006. \| \| Designación interna: \| UD.14 \| \| Misión: \| Extinción de incendios forestales. \| \| Aeronaves en servicio: \| 4.[39] \| \| \| total: 4 \| \| Bases y unidades: \| 43 Grupo de Fuerzas Aéreas, Base Aérea de Torrejón (Madrid). \| Matrículas 4331/32/33/34 Tres de las unidades fueron adquiridas por el Ministerio de Defensa y la última y cuarta unidad, adquirida en el año 2013, por el MAGRAMA (Ministerio de Agricultura, Alimentación y Medio Ambiente); aunque todos son sostenidos y operados por el 43 Grupo de Fuerzas Aéreas del Ejército del Aire. |
| Entrada en servicio:                                              | 2006. |
| Designación interna:                                              | UD.14 |
| Misión:                                                           | Extinción de incendios forestales. |
| Aeronaves en servicio:                                            | 4. |
|                                                                   | total: 4 |
| Bases y unidades:                                                 | 43 Grupo de Fuerzas Aéreas, Base Aérea de Torrejón (Madrid). |

| Canadair CL-215T                            | Canadair CL-215T |
| ------------------------------------------- | --- |
| Canadair CL-215T descargando sus depósitos. | \| Entrada en servicio: \| 1991. \| \| Designación interna: \| UD.13T \| \| Misión: \| Extinción de incendios forestales. \| \| Versiones: \| CL-215T (mejora del CL-215 similar al CL-415) \| \| Aeronaves en servicio: \| 10.[40] \| \| Bases y unidades: \| 43 Grupo de Fuerzas Aéreas, Base Aérea de Torrejón (Madrid). Aeródromo Militar de Pollensa (Islas Baleares). \| Matrículas 4320/21/22/23/24/25/26/27/28/30 Todos los UD.13 son propiedad del MAGRAMA (Ministerio de Agricultura, Alimentación y Medio Ambiente); aunque todos ellos son operados por el 43 Grupo de Fuerzas Aéreas del Ejército del Aire. |
| Entrada en servicio:                        | 1991. |
| Designación interna:                        | UD.13T |
| Misión:                                     | Extinción de incendios forestales. |
| Versiones:                                  | CL-215T (mejora del CL-215 similar al CL-415) |
| Aeronaves en servicio:                      | 10. |
| Bases y unidades:                           | 43 Grupo de Fuerzas Aéreas, Base Aérea de Torrejón (Madrid). Aeródromo Militar de Pollensa (Islas Baleares). |

### Helicópteros
| Eurocopter EC 135                             | Eurocopter EC 135 |
| --------------------------------------------- | --- |
| EC-135T-2+ (HU.26) en la Base Aérea de Morón. | \| Entrada en servicio: \| 2008.[42] \| \| Designación interna: \| HU.26 \| \| Misión: \| Puesto de mando, reconocimiento, evacuación sanitaria, búsqueda y rescate. \| \| Versiones: \| EC-135T-2+ \| \| Aeronaves en servicio: \| 4 \| \| Bases y unidades: \| Batallón de Helicópteros de Emergencia II, en Colmenar Viejo (Madrid). \| |
| Entrada en servicio:                          | 2008. |
| Designación interna:                          | HU.26 |
| Misión:                                       | Puesto de mando, reconocimiento, evacuación sanitaria, búsqueda y rescate. |
| Versiones:                                    | EC-135T-2+ |
| Aeronaves en servicio:                        | 4 |
| Bases y unidades:                             | Batallón de Helicópteros de Emergencia II, en Colmenar Viejo (Madrid). |

| Eurocopter AS 532 Cougar   | Eurocopter AS 532 Cougar |
| -------------------------- | --- |
| Eurocopter AS532UL Cougar. | \| Entrada en servicio: \| 2009. \| \| Designación interna: \| HU.27. \| \| Misión: \| Ataque directo al fuego, transporte, evacuación sanitaria, búsqueda y rescate. \| \| Versiones: \| AS 532UL \| \| Aeronaves en servicio: \| 3[43] \| \| Bases y unidades: \| - Batallón de Helicópteros de Emergencia II, Bétera, Valencia. \| |
| Entrada en servicio:       | 2009. |
| Designación interna:       | HU.27. |
| Misión:                    | Ataque directo al fuego, transporte, evacuación sanitaria, búsqueda y rescate. |
| Versiones:                 | AS 532UL |
| Aeronaves en servicio:     | 3 |
| Bases y unidades:          | - Batallón de Helicópteros de Emergencia II, Bétera, Valencia. |

### Vehículos aéreos no tripulados (UAVS, RPAS)
| Phantom 2            | Phantom 2 |
| -------------------- | --- |
| DJI Phantom 2.       | \| Entrada en servicio: \| 2014.[44] \| \| Designación interna: \| Estación Huesca. \| \| Misión: \| Búsqueda y Reconocimiento. \| \| Bases y unidades: \| Batallón de Intervención en Emergencias I, II, III, IV y V \| |
| Entrada en servicio: | 2014. |
| Designación interna: | Estación Huesca. |
| Misión:              | Búsqueda y Reconocimiento. |
| Bases y unidades:    | Batallón de Intervención en Emergencias I, II, III, IV y V |

| Condor                 | Condor |
| ---------------------- | --- |
|                        | \| Entrada en servicio: \| 2017 \| \| Misión: \| Búsqueda y reconocimiento \| \| Aeronaves en servicio: \| 1 \| Aeronave no tripulada clase I categoría mini (peso máximo al despegue entre 2 y 15 kilos) adquirida en 2017 por 56.900€. Fabricada por la empresa española Dronetools, es un hexacóptero con una autonomía de 150 minutos. |
| Entrada en servicio:   | 2017 |
| Misión:                | Búsqueda y reconocimiento |
| Aeronaves en servicio: | 1 |

| Geodrone               | Geodrone |
| ---------------------- | --- |
| Conyca Geodrome        | \| Entrada en servicio: \| 2017 \| \| Misión: \| Cartografía \| \| Aeronaves en servicio: \| 1 \| Especialmente pensado para cartografiar superficies de mediana y gran extensión de manera autónoma. Alcanza una velocidad máxima de 80 km/h, tiene una autonomía de 45 minutos y puede realizar vuelos lineales de 45 kilómetros, tanto en vuelos diurnos como nocturnos. Su peso MTOW es de 2,8 kilos. El despegue se realiza desde un trípode lo que evita el uso de lanzaderas más costosas y complejas de utilizar. |
| Entrada en servicio:   | 2017 |
| Misión:                | Cartografía |
| Aeronaves en servicio: | 1 |

## Empleos y divisas
Corresponden al Ejército de Tierra pero en la UME se integran miembros de los tres ejércitos, pudiendo usarse indistintamente las divisas de cada uno.

### Suboficiales y tropa
Tiras de pecho "galletas" de los tres ejércitos (tierra, armada/infantería de marina, aire).